# Cercle d’études architecturales
Der Cercle d’études architecturales (CEA) ist eine Institution, die 1951 in Paris von einer Gruppe führender französischer Architekten (Auguste Perret, Pierre Sonrel, Eugène Beaudouin und Bernard Zehrfuss) gegründet wurde. Zu seinen Mitgliedern gehörten Le Corbusier und Jean Prouvé. Es wurde die „Gegenordnung“ der Architekten genannt. Es funktioniert wie eine Akademie, in der die Mitglieder kooptiert werden, aber auch bestimmte Persönlichkeiten zugelassen werden, die keine Architekten sind.
Die CEA befasst sich insbesondere mit dem Beruf des Architekten, der Lehre und Ausbildung von Architektur, die gebaute Umwelt und deren Schutz sowie nachhaltigen Fortschritt und Produktivität in der Bauindustrie.

## Geschichte

### Präsidenten
Präsidenten der CEA waren:
- Auguste Perret (1951–?)
- Jean Dubuisson (1961–1971)
- Jean Prouvé (1971–1977)

### Grand prix d’architecture
Der CEA vergibt jährlich den Grand prix d’architecture für eine Persönlichkeit oder Institution der internationalen Architektur. Preisträger waren unter anderem:
- Jean Prouvé (1952)
- Walter Gropius (1953)
- André Coyne  (1954)
- Georges-Henri Pingusson (1955)
- Adriano Olivetti (1956)
- Forschungs-, Stadtplanungs- und Architekturworkshops in der Stadt Moskau (1960)[1]
- Robert Le Ricolais (1962)
- Michel Écochard (1964)
- Pierre Riboulet / Atelier de Montrouge (1965)
- Lucio Passarelli (1975)
- Justus Dahinden (1981)
- André Wogenscky (1989)

## Schriften
- Cahiers du Cercle d’études architecturales, 1952
- Contribution à une théorie de l’architecture, par Auguste Perret Texte imprimé / Paris Cercle d’études architecturales, A. Wahl (impr. de Priester frères) 1952
- Charte de l’habitat du Cercle d’etudes architecturales / Paris, 1955
- Paris construit : guide de l’architecture contemporaine / par I. Schein; Cercle d’études architecturales / Paris : Editions Vincent, Fréal et Co. , cop. 1961
- La recherche architecturale : réflexions et propositions, avril 1975 / Cercle d’études architecturales, 1975